# Anastrepha pacifica
Anastrepha pacifica är en tvåvingeart som beskrevs av Hernandez-ortiz 1991. Anastrepha pacifica ingår i släktet Anastrepha och familjen borrflugor. Inga underarter finns listade i Catalogue of Life.